# 1988年ソウルオリンピックのニュージーランド選手団
1988年ソウルオリンピックのニュージーランド選手団（1988ねんソウルオリンピックのニュージーランドせんしゅだん）は、1988年9月17日から10月2日にかけて韓国のソウルで開催された1988年ソウルオリンピックのニュージーランド選手団、およびその競技結果。

## 概要
今大会は金メダル3個、銀メダル2個、銅メダル8個の合計13個のメダルを獲得した。

## メダル
| メダル | 選手名               | 競技 | 種目               |
| ------ | -------------------- | ---- | ------------------ |
| 銅     | ポール・キングスマン | 競泳 | 男子200m背泳ぎ     |
| 銅     | アンソニー・モス     | 競泳 | 男子200mバタフライ |